# Lillegöl (Kråkshults socken, Småland)
Lillegöl är en sjö i Eksjö kommun i Småland och ingår i Emåns huvudavrinningsområde. Sjöns area är 0,02 kvadratkilometer och den är belägen 215 meter över havet.